# Kinder Scout
Kinder Scout est un sommet du Royaume-Uni culminant à 636 mètres d'altitude dans la chaîne des Pennines, dans le comté de Derbyshire, dont il constitue le point culminant, en Angleterre. C'est également le plus haut sommet du Peak District. Il présente la forme d'un vaste plateau entouré de parois verticales d'où se précipitent quelques cascades. Prisé des randonneurs et des grimpeurs, il a joué un rôle important dans l'ouverture de droits de passage et la création de parcs nationaux en Angleterre. Il fait également partie d'une réserve de nature et de différentes zones protégées.

## Toponymie
Le nom Kinder apparaît sous les formes Chendre en 1086, Kender en 1273, Kunder en 1299, Kinder et Kynder en 1285 et 1294, Kyndre à partir de 1315 puis Chynder en 1553-1555. Son origine, pré-anglaise, est incertaine. Scout semble désigner un type de montagne présentant de grandes parois horizontales sur son pourtour. Il a également été désigné comme The Peak.

## Géographie

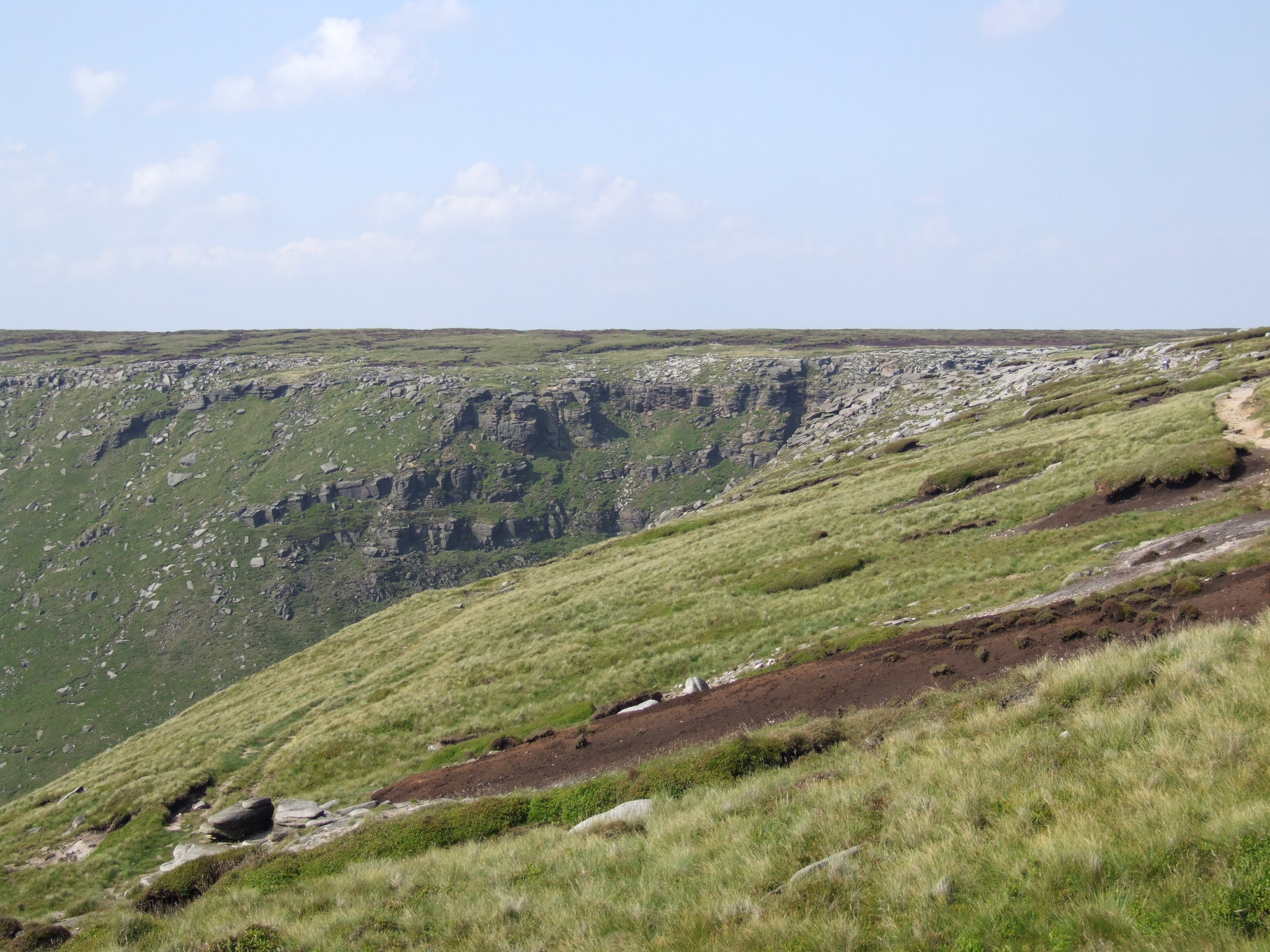
Vue du plateau et de sa paroi occidentale près de Kinder Downfall.

Kinder Scout est situé en Angleterre, au Royaume-Uni, dans le comté du Derbyshire, dans le district non métropolitain de High Peak. Il se trouve à égale distance entre Manchester et Sheffield, à 25 kilomètres respectivement à l'est-sud-est et à l'ouest. Les côtes de la mer d'Irlande sont à environ 80 kilomètres à l'ouest. Le sommet s'élève à 636 mètres d'altitude,, ce qui en fait le point culminant du Derbyshire. Sa hauteur de culminance par rapport à Fountains Fell (en), à 86 kilomètres au nord, est de 497 mètres, ce qui en fait un marilyn. Il fait partie du Peak District, dont c'est le point culminant, dans la chaîne des Pennines. Les versants nord et est alimentent la rivière Ashop et le versant sud donne naissance dans le vallon d'Edale à la rivière Noe, deux affluents de la Derwent, qui fait partie du bassin du fleuve Trent. La rivière Kinder prend sa source sur le versant ouest, alimente le réservoir Kinder, puis forme en aval la rivière Sett, un affluent de la rivière Goyt (en), qui fait partie du bassin du fleuve Mersey,. Kinder Scout se situe donc sur la ligne de partage des eaux entre la mer d'Irlande et la mer du Nord.
Le plateau est de forme trapézoïdale, avec un petit côté d'environ cinq kilomètres et sa base la plus grande d'environ huit kilomètres. Sa paroi septentrionale est nommée The Edge ; elle se prolonge au sud-est par Seal Edge et Blackden Edge. Au centre du plateau se trouve Crowden Head (631 m), à son extrémité sud-ouest Kinder Low (633 m) et au sud s'avance Grindslow Knoll (601 m). Plusieurs chutes d'eau se précipitent depuis le plateau, notamment dans la paroi occidentale Kindern Downfall, qui est la plus haute du Peak District. La vue porte jusqu'à Whernside à 100 kilomètres au nord, au mont Snowdon à 150 kilomètres à l'ouest et au Plynlimon à 164 kilomètres au sud-ouest.

## Histoire

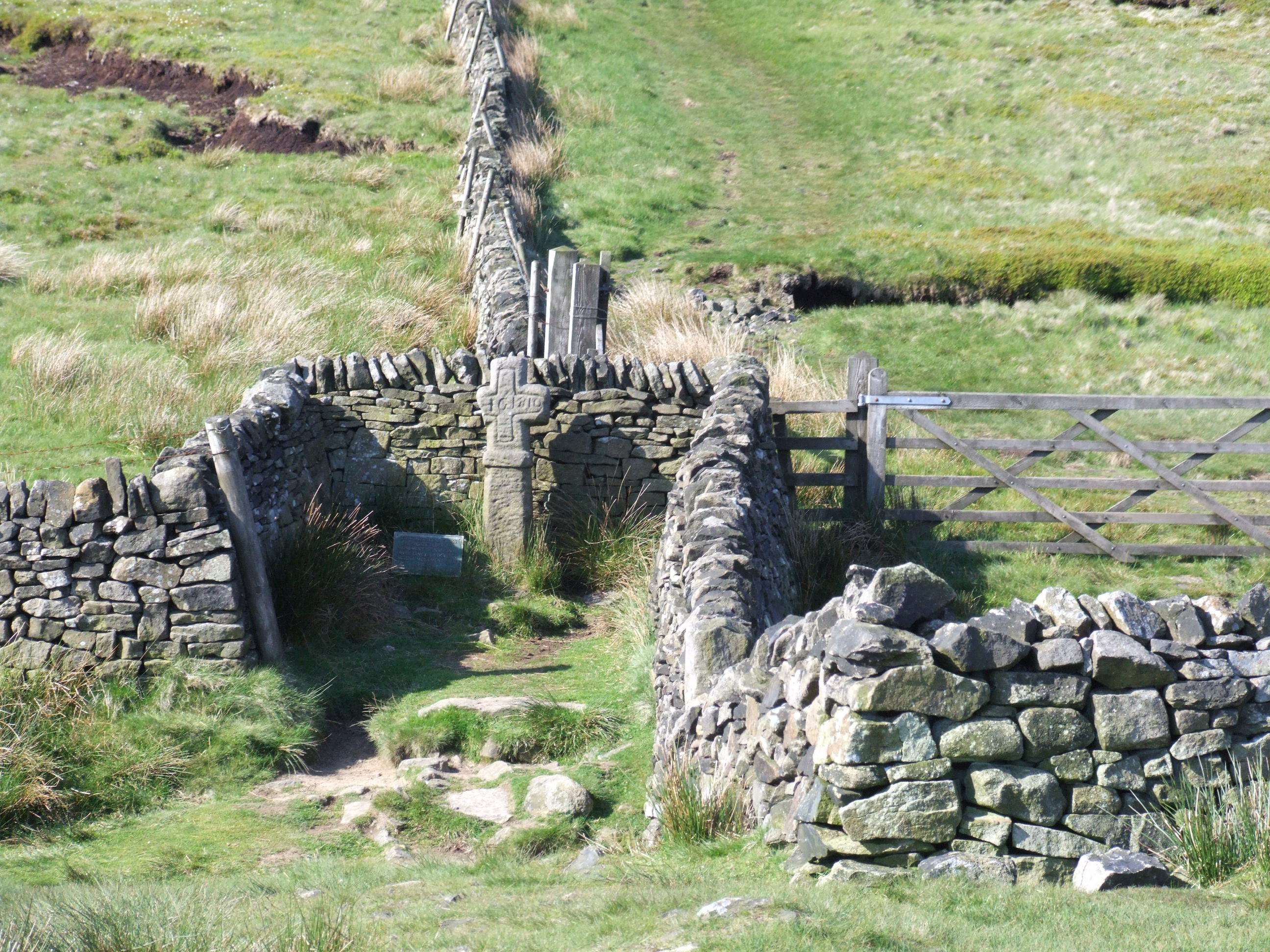
Vue de la croix d'Edale.

En contrebas de Kinder Low, près du col qui sépare au sud le plateau de Brown Knoll (569 m) se dresse la croix d'Edale, en amont du vallon du même nom. Elle se trouve sur la route abandonnée reliant Hayfield à Edale et marque l'ancienne jonction entre les circonscriptions dites de Forest of Peak : Glossop et Longdendale, Hopedale et Campagna. Elle pourrait avoir été érigée par les abbés de l'abbaye de Basingwerk afin de marquer la limite méridionale de leurs terres acquises en 1157. L'ancienneté de la croix actuelle est inconnue, bien qu'une plaque en métal, à ses pieds, prétende qu'elle date du Moyen Âge. Après s'être écroulée, elle a été redressée en 1810 par John Gee, William Drinkwater, George et Joseph Hadfield et John Shirt, des fermiers locaux, comme en témoignent la date et les initiales gravées dans la pierre. Elle est reconnue en tant que monument ancien classé.

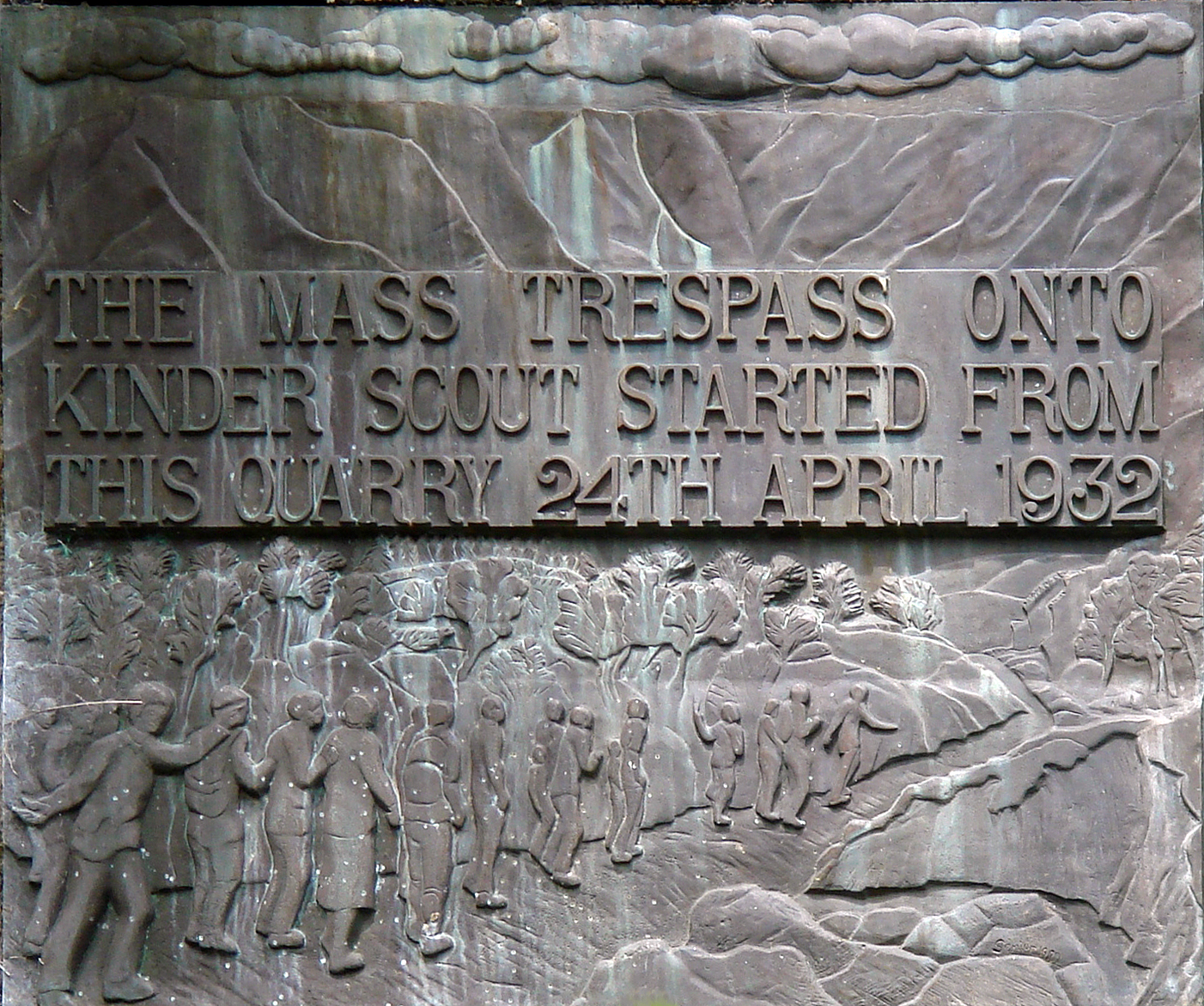
Plaque commémorative de la marche de 1932.

Le 24 avril 1932, des promeneurs, soucieux d'établir un droit d'accès aux zones sauvages, organisent une grande marche. Cinq manifestants sont arrêtés mais leur marche en faveur du libre passage à travers les terres privées contribue finalement à la création des parcs nationaux.

## Activités

### Randonnée

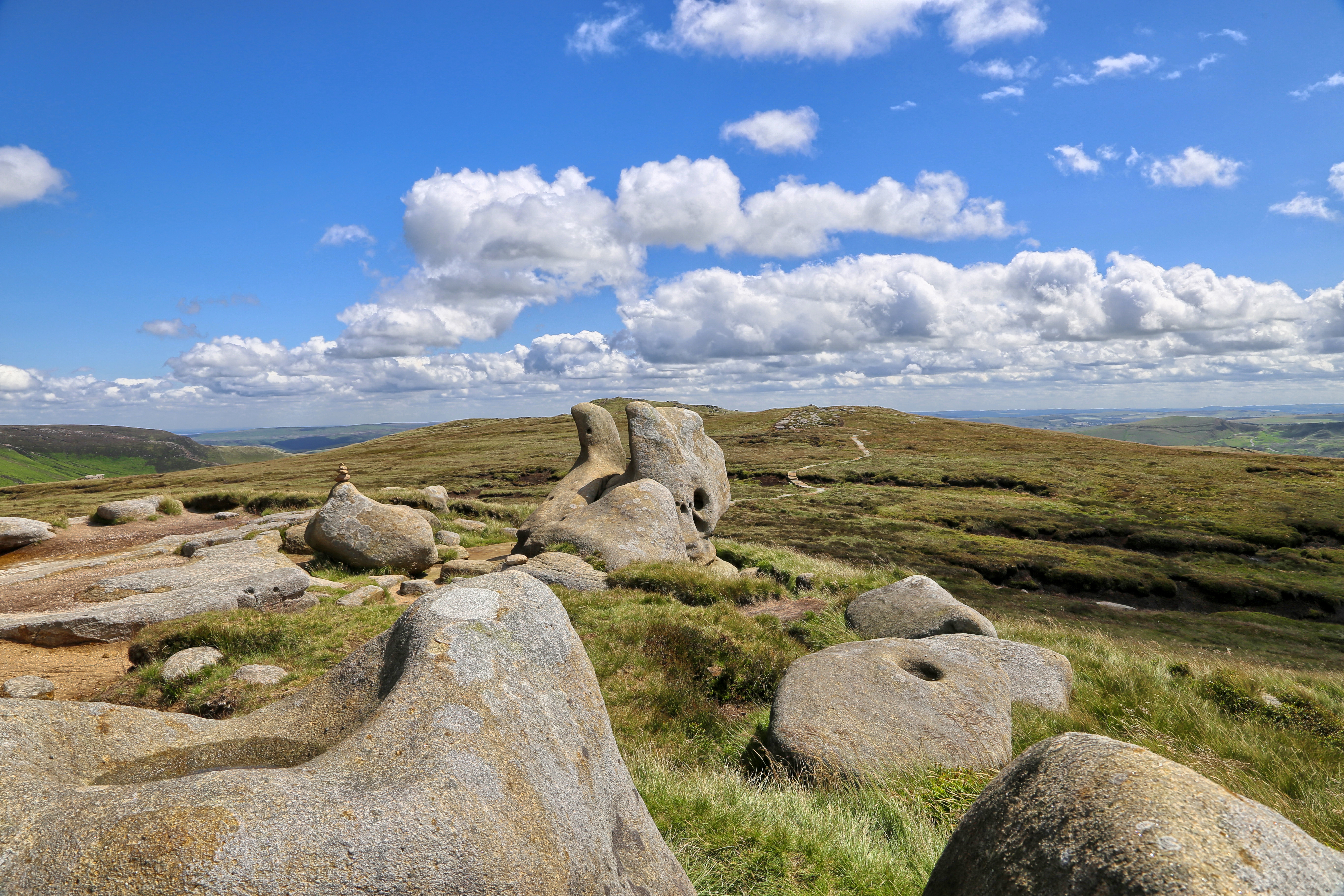
Vue d'un sentier pavé serpentant sur le plateau en direction de Grindslow Knoll.

Kinder Scout est accessible en randonnée pédestre depuis Hayfield ou Edale. Un sentier réalise une circonvolution par les vallons qui entourent la montagne et un autre effectue le tour du plateau. Le Pennine Way longe celui-ci du nord au sud en suivant la partie supérieure de la paroi occidentale. Il est possible de couper à travers le plateau par un autre sentier qui relie Kinder Downfall aux environs de Grindslow Knoll.
L'importante fréquentation de la montagne provoque une érosion des sols tourbeux, incitant les différentes autorités chargées de la préservation de son environnement à réaliser des travaux de restauration et d'aménagement,. Certaines parties du plateau peuvent ainsi faire l'objet d'une interdiction occasionnelle dans le cadre de la conservation, de la sécurité du public, de la chasse au Lagopède d'Écosse ou de la prévention contre les incendies.

### Escalade

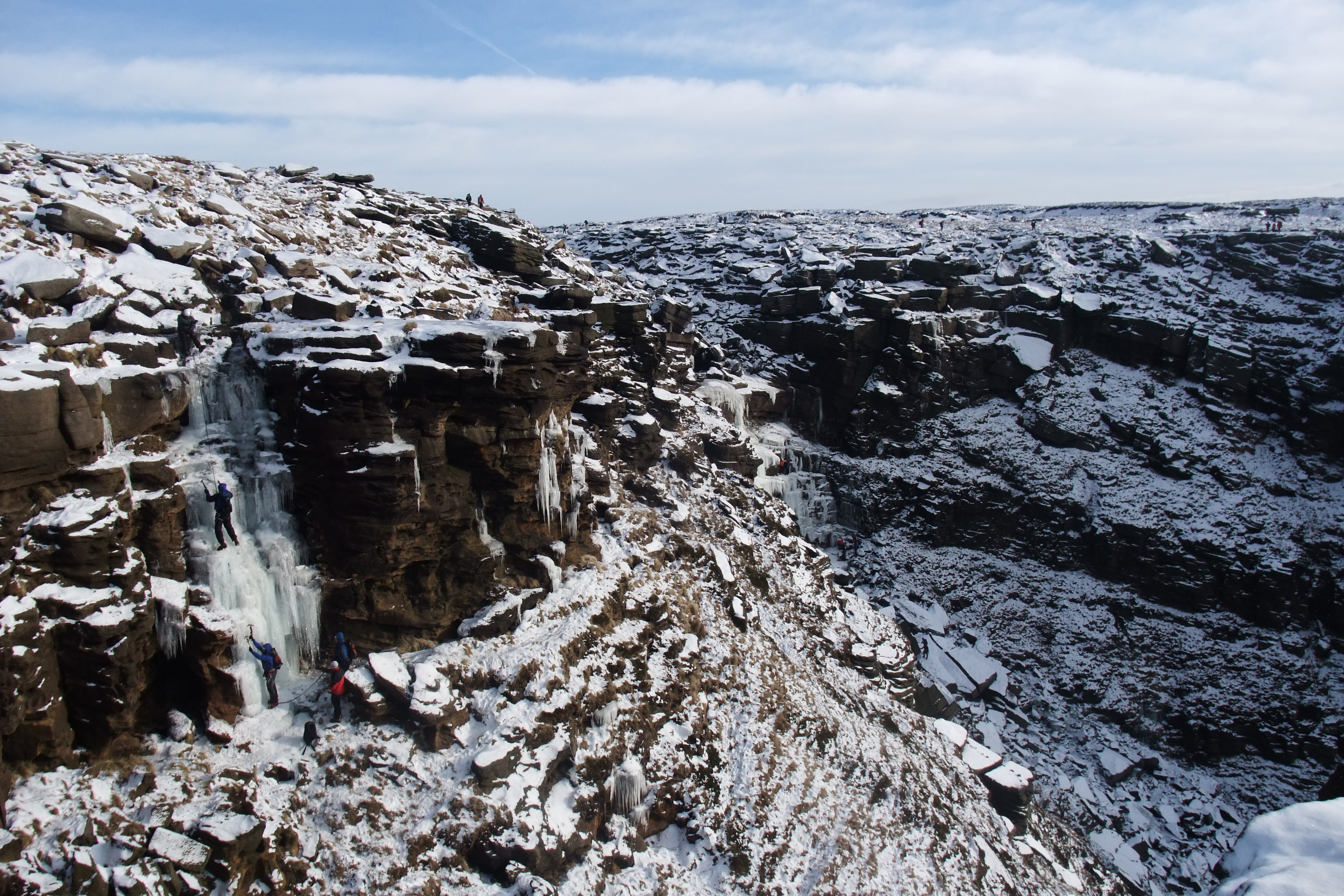
Vue de la paroi occidentale de Kinder Scout avec, à gauche, des pratiquants d'escalade glaciaire près de Kinder Downfall (au centre).

Les parois de Kinder Scout sont propices à la pratique de l'escalade. Elles sont recensées dès 1913 par John Laycock (en) dans le premier topo d'escalade consacré au Peak District, Some Gritstone Climbs.
En hiver, les cascades peuvent geler, offrant des possibilités d'escalade glaciaire.

### Protection environnementale
Kinder Scout est la propriété du National Trust depuis 1982. Il est protégé depuis 1951 au sein du parc national de Peak District qui couvre une superficie de 1 438 km2. En outre, la partie sud-ouest du plateau fait partie de la réserve de nature nationale de Kinder Scout qui s'étend sur 856 hectares.
La montagne est également incluse dans le site d'intérêt scientifique particulier de Dark Peak qui s'étend sur 31 823 hectares. Il fait partie de la zone spéciale de conservation de Peak District Moors, dont la première phase s'étend sur 45 300 hectares, et devrait à terme se confondre avec la zone de protection spéciale de South Pennine Moors qui couvre 65 025 hectares.

## Dans la culture
Selon une légende, Mermaid's Pool, un étang situé dans le versant occidental près de Kinder Downfall, abriterait une sirène capable d'accorder l'immortalité à quiconque l'apercevrait la veille de Pâques.
En 2005, Kinder Scout est recensé parmi les merveilles naturelles des Midlands dans l'émission Seven Natural Wonders sur BBC Two.